# François Salerne
François Salerne est un médecin et un naturaliste français, né le 14 janvier 1706 à Saint-Gervais d'Asnières (aujourd'hui Asnières, Eure) et mort le 29 mai 1760 à Orléans.

## Biographie
D'une famille de laboureurs et de marchands ruraux relativement aisée établie à Asnières (Eure) depuis plusieurs générations, François Salerne effectua des études de médecine à la faculté de Reims, où il soutint sa thèse le 23 août 1740 (à 34 ans). Il s'établit ensuite à Orléans, où il fut reçu agrégé au Collège de médecine de la ville le 15 février 1744. À Orléans, il se lia d'amitié avec le médecin orléanais Louis Daniel Arnault de Nobleville (1704-1778), lui aussi ancien étudiant de la faculté de Reims, et il collabora avec lui pour diverses publications.  Le 22 avril 1747, Salerne fut nommé  correspondant de Henri Louis Duhamel du Monceau à l’Académie royale des sciences. À ce titre, il publia :
– dans les Histoires de l’Académie royale des Sciences :
• année 1748, p. 84-85, une « observation de botanique » (courte communication sur les effets des feuilles de la digitale à fleurs rouges sur les « poulets d’Inde » [dindons] à la suite d’une ingestion accidentelle) ;
• année 1756, p. 44-45, des observations anatomiques sur les organes sexuels de la canepetière mâle et femelle ;
– dans les Mémoires de mathématique et de physique présentés à l’Académie Royale des Sciences, année 1755, tome 2, p. 1-12, un "Essai sur les dendrites des environs d’Orléans" [à Nouan-sur-Loire, aujourd'hui Saint-Laurent-Nouan, Loir-et-Cher] et, la même année et dans le même tome, p. 155-163,  un Mémoire sur les maladies que cause le seigle ergoté qui fit autorité dans les milieux médicaux jusqu'au début du XIXe siècle.
Par ailleurs, François Salerne entretint une correspondance scientifique avec le célèbre René-Antoine Ferchault de Réaumur (1683-1757). 
En 1751, François Salerne et Arnault de Nobleville firent paraître à Paris chez l’éditeur Jean Debure (1702-1786) l’Aëdologie, ou Traité du rossignol franc, ou chanteur... (réédité en 1773, traduit en allemand et publié en 1752 à Strasbourg et en néerlandais en 1759). En 1756,  l’Histoire naturelle des animaux (trois tomes en deux volumes, chez Desaint et Saillant, Paris) paraît sous les mêmes signatures. Bien que cet ouvrage  ait été  publié collectivement par quatre médecins orléanais, Salerne passa bientôt pour être le seul auteur d’un Manuel des Dames de charité, ou Formules de médicamens faciles à préparer, dressées en faveur des personnes charitables... avec... un traité abrégé sur l'usage des différentes saignées (N. Lanquement, Orléans, 1747, réédité en 1751, en 1758, en 1816 dans une version augmentée par Joseph Capuron (1767-1850) qui connut un grand succès en dépit de sa médiocrité, au jugement de certains médecins du temps. À la mort de Salerne, Arnault de Nobleville revendiqua le titre de seul auteur de cet ouvrage. Enfin, François Salerne réalisa la traduction du latin et l’adaptation de l’œuvre ornithologique de John Ray (1627-1705) et Francis Willughby (1635-1672) : L'Histoire naturelle éclaircie dans une de ses parties principales, l'ornithologie, qui traite des oiseaux de terre, de mer et de rivière tant de nos climats que des pays étrangers, ouvrage traduit du latin du  "Synopsis avium" de Ray, augmenté d'un grand nombre de descriptions et de remarques historiques sur le caractère des oiseaux, leur industrie et leurs ruses. Ce vaste ouvrage ne paraîtra qu'après sa mort, en 1767, chez l'éditeur parisien Debure père.

## Sources
- Théodore Lebreton, Biographie normande. Recueil de notices biographiques et bibliographiques..., Rouen, A. Le Brument, 1861, t. III, p. 409.
- Dr Jules Roger, Les Médecins normands du XIIe au XIXe siècle..., Paris, G. Steinheil, 1895, t. II, p. 269-270.
- Dictionnaire encyclopédique des sciences médicales, sous la direction d'Amédée Dechambre, Paris, G. Masson, 1878, tome VI.
- Charles Cuissard, Bio-bibliographie du Loiret (ouvrage manuscrit achevé en 1900, conservé aux archives départementales du Loiret sous la cote O 1854), tome V.
- Robert Duquesne, « Un médecin normand du XVIIIe siècle. François Salerne, 1706-1760 », dans le Journal de Rouen, 7 septembre 1923, p. 3.
- Alain Ségal, « Les célébrités issues de l'ancienne Faculté de Médecine de Reims ont-elles justifié sa renommée ? » dans SFAD (Société Française d'Histoire de l'Art Dentaire), 2001-BIU Santé, Paris, vol. 10.
- Christian Poitou, « François Salerne (1706-1760), médecin orléanais, spécialiste de l'ergotisme en Sologne et savant ornithologue », dans Bulletin du Groupe de recherches archéologiques et historiques de Sologne, tome 39, n° 2, avril-juin 2017, p. 1-24. La Sologne et son passé n° 71.